# Gyulaffy Lestár
Ráthóti Gyulaffy Lestár (Eustach), Gyulafi, Gyulaffi (1557. szeptember 20. – 1605. május 19.) történetíró, diplomata, fejedelmi titkár és követ.

## Élete
Gyulaffy János és devecseri Choron Dóra fia. Eustachius napján született, ezért kapta a magyaros Lestár nevet a keresztségben. Apját már 1559-ben elvesztvén, anyja gondviselése alatt nevelkedett, aki 1560 elején, amikor a törökök Hegyesd várát Zalában elfoglalták, az ennek közelében eső Csobánc várából kisfiával előbb Szigligetre, majd Kémendre és később Körmendre költözött. 1573-ban Gyulaffy a bécsi császári iskola növendéke volt és itt vetette meg tudományos képzettsége alapját.
Már ifjú korában Erdélybe került és Báthory Kristóf fejedelem udvarában annak 1581-ben történt halálakor titkár volt; ezen minőségben szolgált Báthory Zsigmond alatt is ennek 1602-ben történt végleges leköszönéséig. Külföldön, mint a fejedelem megbízottja, legelőször 1582-ben járt, midőn Wesselényi Ferencnek Krakkóban tartott lakodalmán a fejedelmet képviselte és ennek, valamint a főuraknak fényes ajándékait üdvözlő beszédével bemutatta.
Tagja volt azon követségnek, melyet Báthory Zsigmond 1587-ben a varsói királyválasztó lengyel országgyűlésre Kovacsóczy Farkas kancellár vezérlete alatt küldött. Első követségét Lengyelországba Zamojski János kancellárhoz a Lengyelországot és Erdélyt egyaránt fenyegető török ellen követendő magatartás ügyében 1590-ben végezte. Második követsége volt Krakkóba III. Zsigmond lengyel királyhoz 1591 tavaszán, hogy a megürült krakkói püspökséget a király Báthory Zsigmond fejedelem unokatestvérének, Endre bíbornoknak adományozza.
1591 őszén harmadszor járt Lengyelországban Zamojski Jánosnál, ennek 1590-ben elhunyt neje, Báthory Griseldis, a fejedelem testvére, visszakövetelt hozománya ügyében. Negyedik útja volt Zamojskitól a lengyel királyhoz a 30 000 forintért, melyet Báthory Zsigmond, a lengyel király Báthory István végrendelete értelmében, Lengyelországtól ismételten követelt. Több hónapig fáradozott ez ügyben a királynál, részint Vislicán, részint Krakkóban, ahol jelen volt a lengyel királynak 1590. május 31-én Anna osztrák hercegasszonnyal tartott lakodalmán.
Ötödik útja a lengyel országgyűlésre Varsóba, a fentebbi követelés ügyében 1592 őszén. Már e követség alkalmával kapta fejedelmétől azt az utasítást, hogy szerezzen neki pártot, mely őt a lengyel trónra emelje. Hatodik útja volt Lengyelországba 1593-ban, hogy színleg a 30 ezer forintot sürgesse, valójában pedig az említett terv kivitelén működjék.
1594 október elején fejedelme ismét Lengyelországba küldötte, hogy az említett adósságot és Báthory Griseldis hozományát sürgesse, s ami fontosabb volt, Lengyelországot a törökök ellen való szövetkezésre és segélyadásra igyekezzék bírni; de 1595 tavaszán siker nélkül tért vissza, 1595. július 5-én Szamosközi szerint Báthory Zsigmond ismét, tizenegyedszer, Lengyelországba küldte, követelései sürgetésére és a lengyelekkel való szövetkezés ügyében; azonban fáradozása ezúttal is sikertelen maradt.
Ezen diplomáciai működése alatt folyvást udvari titkári rangban állott; 1597. december 13-án feljegyzése szerint titkári és konyhamesteri évi fizetése, téli és nyári tisztességes ruházaton és harmadmagával való asztaltartáson kívül, 350 forintot tett ki. Báthori Endre fejedelem idejében is megtartotta titkári állását és a fejedelem a lengyel országgyűlésre 1599-ben követül őt és Sennyey Pongrácot küldötte. Midőn Báthory Zsigmond 1601-ben trónját harmadszor is visszafoglalta, e régi híve szolgálatát ismét igénybe vette és április 30-án Kolozsvárról őt küldötte Szatmárra Bástával alkudozni, hogy Erdélyt Rudolf császár megegyezésével mint annak híve megtarthassa. Ezen küldetése sikertelen maradt és Básta a goroszlói csatában augusztus 3-án a fejedelmi hadakat szétverte.
Amikor Báthory Zsigmond 1602-ben Erdélyről végképp leköszönt és Csehországba vonult, Gyulaffy helyzete Básta rémuralma alatt, hivatalos állása és fizetése megszűntével, mind súlyosabbá vált. 1603-ban Székely Mózes bukása után a Borbély György vezetése alatt harcoló hazafiak Básta túlnyomó ereje elől Karánsebesre bujdostak el. Ezek, a hadaival Lippa felé vonuló Básta kiengesztelésére, a nehéz megbízatásokban gyakran forgott tapintatos és eszélyes Gyulaffyt küldötték Kapronczai Mártonnal együtt követségbe. Gyulaffy Facséton találkozott Bástával és sikerült a nehéz feladatot szerencsésen megoldania.
Ezentúl, úgy látszik, a szerencsétlen haza sorsa miatt elborult lélekkel, félrevonulva élt. Az élet rá nézve, mint 1604-ben Keresztúri Györgyhöz írt levelében mondja, keservesebb volt a halálnál. Bocskai támadását és erdélyi fejedelemségét még megérte; de hogy alatta régi hivatalát visszanyerte volna, ennek nyomát nem találjuk. Az 1605 évtől több jegyzete maradt fönn, a legutolsó május 17-19-re vonatkozik. Halála ezután nem sokkal ezután következett be.
Bod Péter állítása szerint, «megirta a maga idejebeli dolgokat, a mely historiával élt s sokszor is hozza elő Bethlen a maga írásában»; ugyanezt mondja Benkő József is; ugyanezt állítja Haner, aki szerint Gyulaffy ezen történelmi műve latinul volt írva. Szabó Károly kétségbe vonja azt, hogy Gyulaffy a maga korát tárgyaló történelmi művet hagyott volna hátra. E helyett rendes naplót vezetett. Szerinte e napló Gyulaffy gazdasági ügyeire és hivatalos működésére vonatkozott. A Benkő birtokában volt példány, az ő kéziratgyűjteményével együtt, 1849-ben az enyedi főiskolai könyvtár földúlásakor veszett el. 
Történelmi följegyzéseiből mindaz, ami reánk maradt, a budapesti egyetem könyvtárában a Pray-féle Collectio LVIII. és LIX. kötetében maradt fönn. Innen tette közzé e jegyzetek nagyobb részét az 1591. évig terjedőleg Kultsár István, némely rész kihagyásával és sok hibával, a latin jegyzeteket pedig magyar fordításban, ily címmel: Krónika. A mohácsi veszedelemtől a bécsi békülésig Magyarországban, Erdélyben, Havasalföldön, és Moldvában történt dolgokról. Pest, 1805. Azért szükségesnek látta a Magyar Tudományos Akadémia ezen munkát újabb hibátlan kiadásban kiadni: Gyulafi Lestár följegyzései. 1565-1605. Budapest. 1881. (Monumenta Hungariae Historica. Magyar Történelmi Emlékek. Második osztály. Irók. XXXI. kötet. Eredeti és egykorú példányokból kiadta és bevezetéssel ellátta Szabó Károly. 1-47. l. A följegyzések, kevés kivétellel, magyarul vannak írva; a Függelék 48-124. l. LIII latin szövegű oklevelet tartalmaz, melyek Gyulaffy beszédeit, leveleit, a fejedelem leveleit a lengyel királyhoz és egyéb a Gyulaffy följegyzéseit, megbízatásait és életét fölvilágosító iratokat tartalmaz.) Wenzel Gusztáv könyvtárának egy részével az egyetemi könyvtár birtokába jutott kódexben Gyulaffy maradványainak nagyobb része előkerült, melyet Szilágyi Sándor tett közzé a Történelmi Tárban (1893. 109-145 és 193-231. l.): Gyulaffi Lestár történeti maradványai c. (szintén magyarul vannak írva; excerptákat, annalisokat és följegyzéseket foglalnak magukban.) Ugyanez megjelent a Magyar Történelmi Évkönyvek és Naplók a XVI-XVIII. századokból, Budapest, 1894. II. kötetében.

## Szövegkiadások
- Gyulafy Lestár följegyzései; kiad. Szabó Károly; Akadémia, Bp., 1881 (Magyar történelmi emlékek 2. oszt. Írók)
- Gyulafy Lestár följegyzései; kiad. Szilágyi Sándor; Akadémia, Bp., 1894 (Magyar történelmi emlékek 2. oszt. Írók)